# Elvellon
Elvellon (Sindarin: 'Elfen-Freund') ist eine Symphonic-Metal-Band aus dem niederrheinischen Moers. Sie veröffentlichte bisher eine EP, eine Live-DVD und zwei Alben. Seit 2020 ist sie beim Musiklabel Napalm Records unter Vertrag.

## Geschichte und Rezeption
Elvellon wurde 2010 von Nele Messerschmidt, Martin Klüners und Pascal Pannen gegründet. Während einer anfänglichen Findungsphase schlossen sich 2012 Gilbert Gelsdorf und 2013 Phil Kohout der Band an. Beide hatten schon vorher gemeinsam bei Ravian gespielt, einer Symphonic-Power-Metal-Band mit der sich Elvellon den ersten Proberaum teilte. Im Jahr 2015 wurde die in Eigenregie produzierte EP 'Spellbound' veröffentlicht. Das Musikvideo zum Lied 'Born from Hope' erreichte bei Youtube innerhalb des ersten Jahres nach Veröffentlichung fast eine Million Aufrufe.
Anfang 2018 unterschrieb die Band einen Plattenvertrag beim Label Reaper Entertainment. Im Juni desselben Jahres wurde das Debütalbum Until Dawn veröffentlicht.  Reviews bei Magazinen wie Metal.de, Metal Hammer oder stormbringer.at fielen sehr positiv aus und prophezeiten der Band „eine große Zukunft“, bescheinigten dem Album Eigenständigkeit und Ohrwurmqualitäten, sowie ambitioniertes Gitarrenspiel und passgenau darauf abgestimmte orchestrale Arrangements. Nach einer Tour als Vorgruppe für Visions of Atlantis und Auftritten auf großen Open-Air-Festivals (u. a. Rockharz Open Air und Rockfest Barcelona) im Jahr 2019 folgte die Vertragsunterschrift mit Napalm Records. Außerdem wurde 2019 eine Live DVD in Eigenregie veröffentlicht.
Ihr zweites Album Ascending in Synergy veröffentlichte die Band im Mai 2024. Vorab dazu erschienen mit A Vagabond's Heart, My Forever Endeavour, und The Aftermath of Life drei Musikvideos. Kritiker nannten das Album u. a. „hervorragenden Symphonic Metal“. und „eine ganz starke Platte“
Im Juni 2024 gab das deutsche Metal Hammer Magazin bekannt, dass Elvellon zu den Nominierten in der Kategorie Rising Star des Metal Hammer Awards 2024 gehören.
Im Dezember 2024 gab die Band auf ihren Social-Media-Kanälen bekannt, dass Schlagzeuger Martin Klüners aus der Band ausgeschieden ist.

## Diskografie
| Jahr | Titel Musiklabel                    | Art der Veröffentlichung |
| ---- | ----------------------------------- | ------------------------ |
| 2015 | Spellbound                          | EP (5 Tracks)            |
| 2018 | Until Dawn Reaper Entertainment     | Album                    |
| 2020 | Until Dawn Live                     | DVD, Konzertmitschnitt   |
| 2024 | Ascending in Synergy Napalm Records | Album                    |

## Galerie

Die Bandmitglieder beim Auftritt auf dem RockHarz Festival 2019
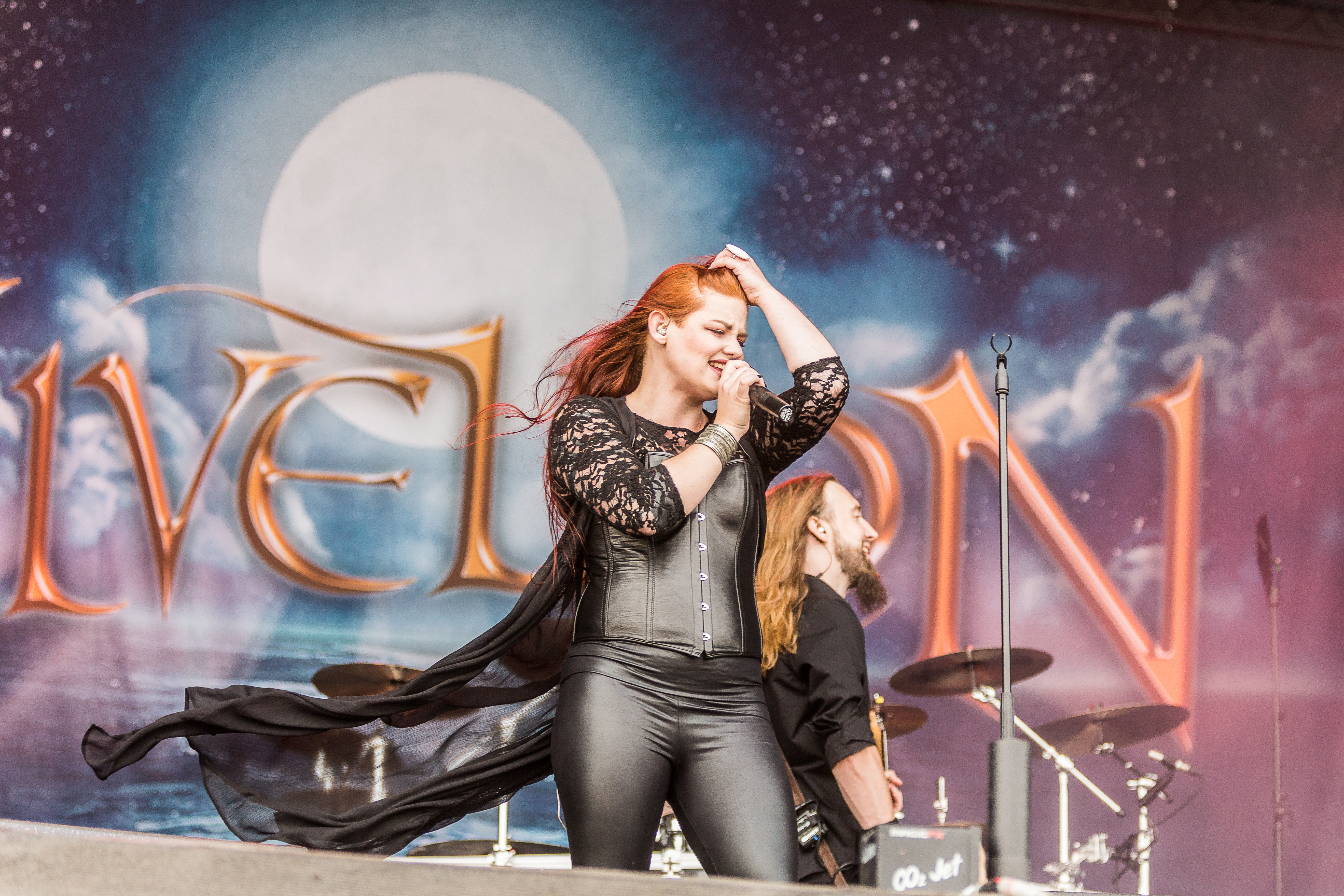
Nele Messerschmidt
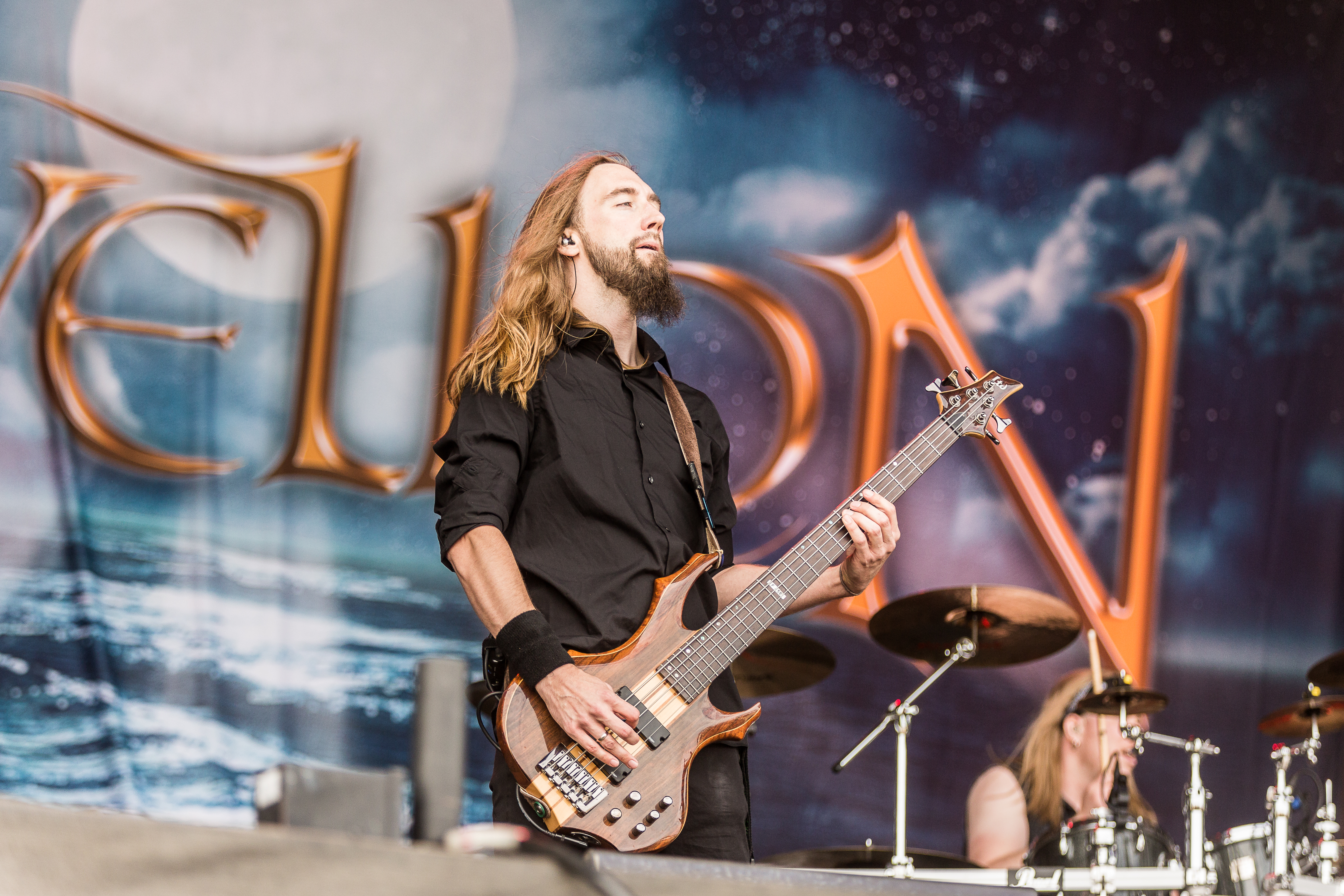
Jan Runkel
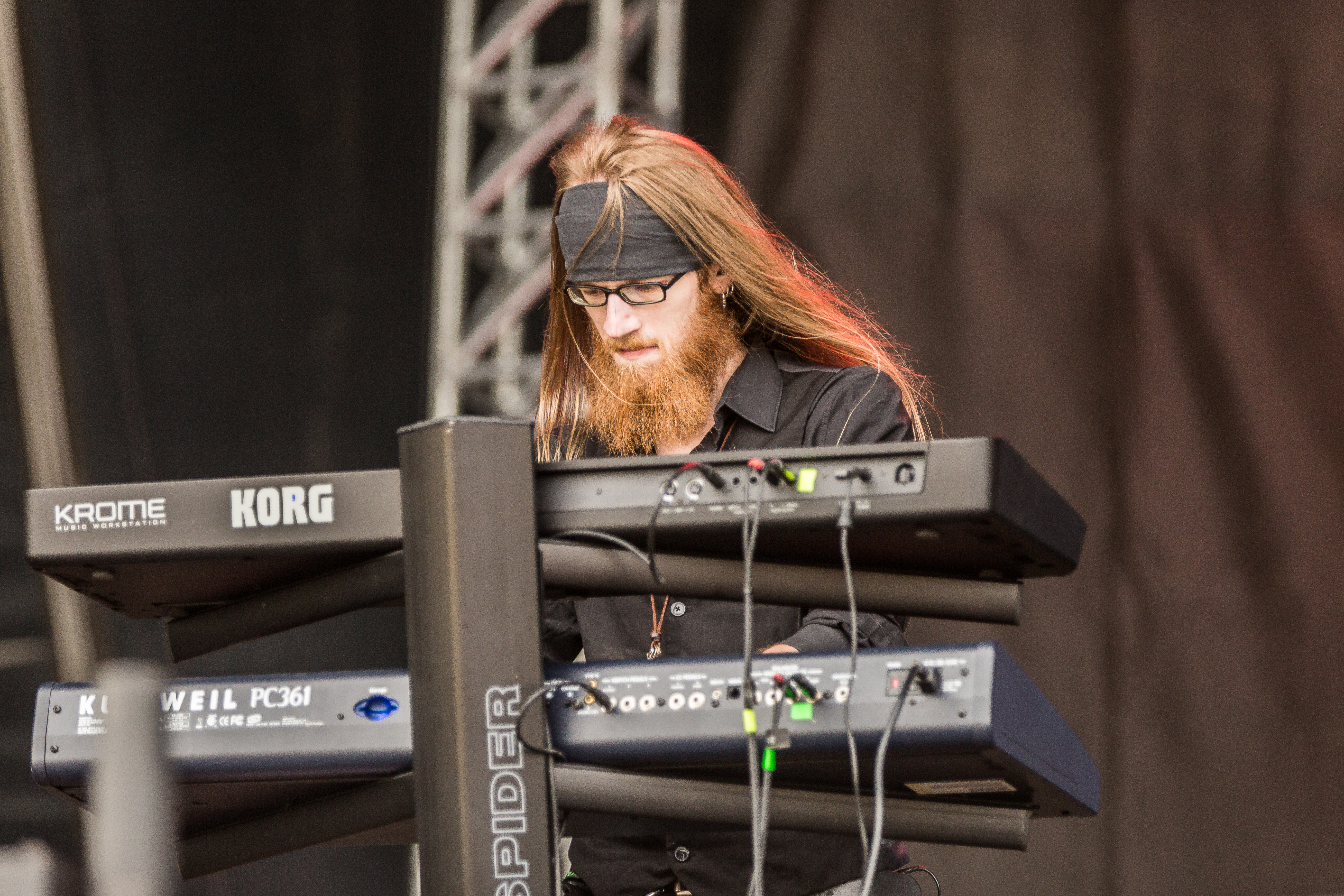
Pascal Pannen
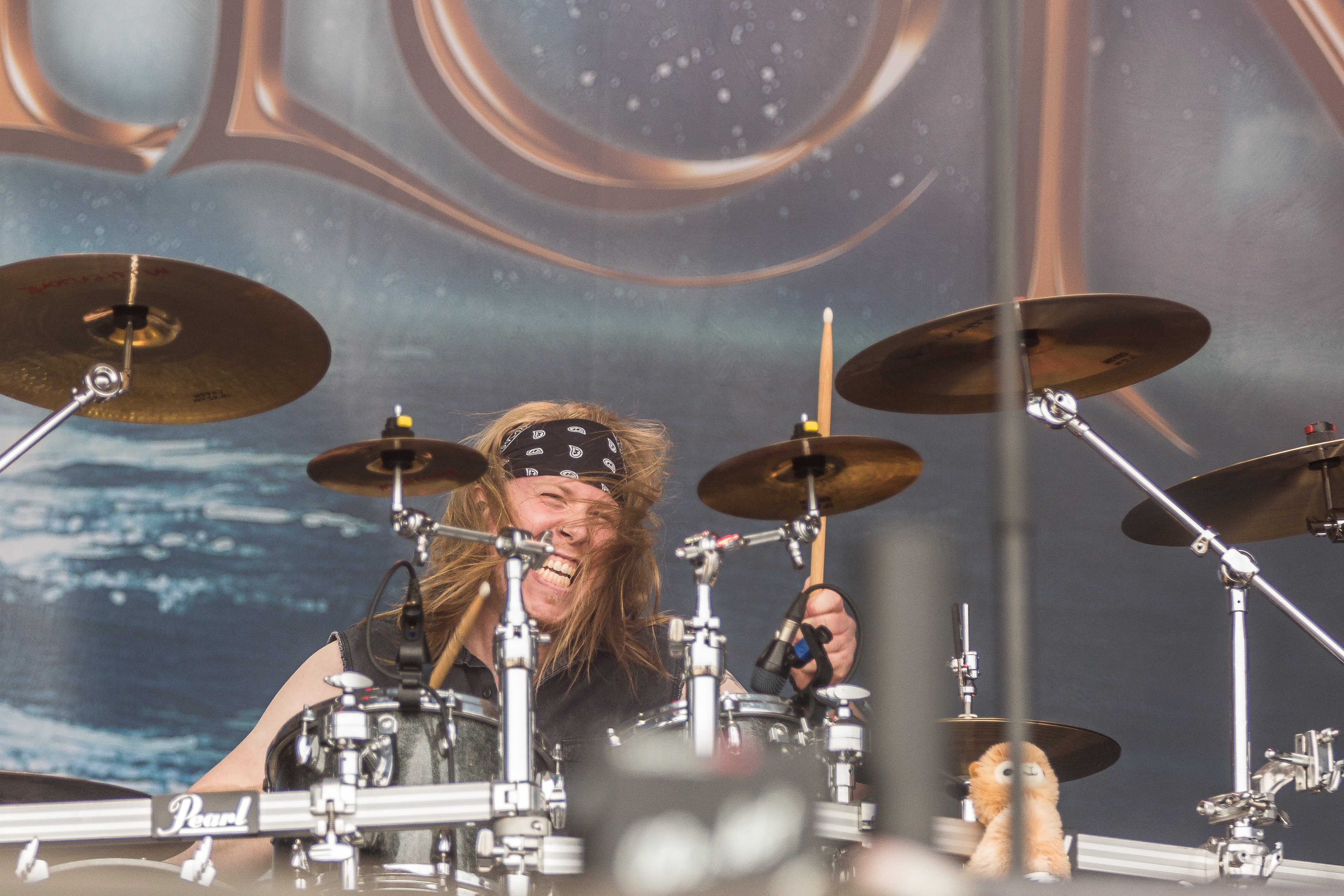
Martin Klüners
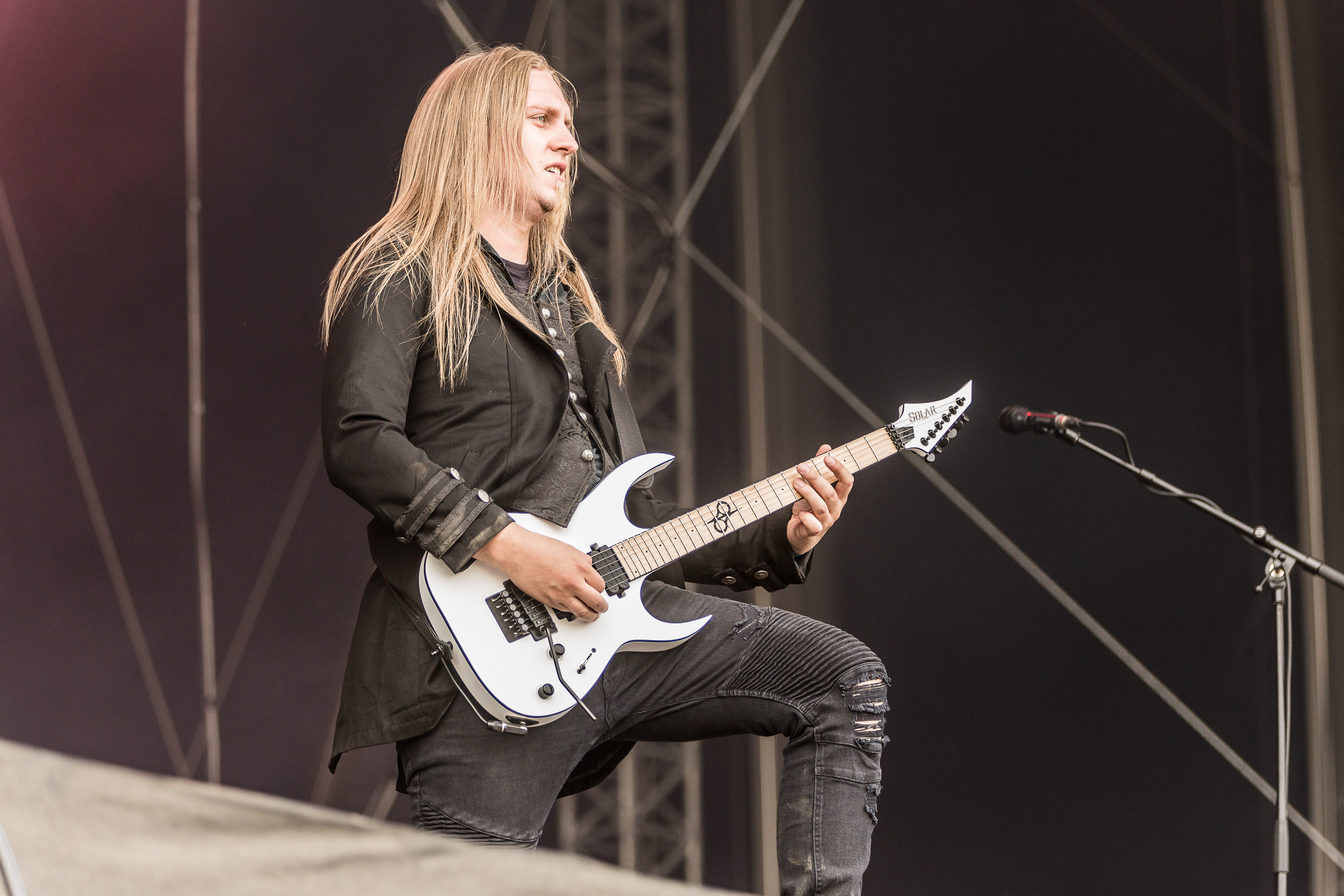
Gilbert Gelsdorf